# Final Cut Express
Final Cut Express è un programma di montaggio video, sviluppato da Apple sino al 2008 e poi abbandonato in favore di Final Cut Pro X.
Il programma era una versione ridotta del programma Final Cut Pro, difatti condivide la stessa interfaccia grafica del programma maggiore e molte delle caratteristiche base. Il programma è dedicato a quegli utenti che dopo aver utilizzato iMovie cercano un programma di maggior potenza ma non dispongono del budget necessario per comprare programmi come Final Cut Pro.
Il programma supporta l'editing non lineare dei filmati e l'editing non distruttivo. Per editing non lineare si intende la capacità di assemblare e tagliare spezzoni di filmato senza doversi preoccupare dell'ordine. Il programma avendo memorizzato il filmato su Hard Disk è in grado di accedere a ogni fotogramma indipendentemente dagli altri fotogrammi. Per editing non distruttivo si intende la possibilità di applicare effetti e filtri senza modificare realmente il filmato. Il computer calcolerà in tempo reale gli effetti durante la visualizzazione. Con molti effetti simultanei serve un computer molto potente. Il programma supporta le videocamere FireWire e è in grado di gestirle direttamente. Il programma supporta filmati a qualsiasi risoluzione.
Il programma consente di definire dei marcatori, questi vengono riconosciuti dai programmi Soundtrack Pro, Compressor, iDVD e DVD Studio Pro.  Utilizzando gli altri programmi si può semplicemente aggiungere una colonna sonora o preparare il DVD video del filmato montato. Final Cut Express comunque consente di aggiungere una colonna sonora anche senza utilizzare programmi esterni.